# Etowah (Tennessee)
Etowah is een plaats (city) in de Amerikaanse staat Tennessee, en valt bestuurlijk gezien onder McMinn County.

## Demografie
Bij de volkstelling in 2000 werd het aantal inwoners vastgesteld op 3663.
In 2006 is het aantal inwoners door het United States Census Bureau geschat op 3762, een stijging van 99 (2,7%).

## Geografie
Volgens het United States Census Bureau beslaat de plaats een oppervlakte van
7,2 km², geheel bestaande uit land. Etowah ligt op ongeveer 278 m boven zeeniveau.

## Plaatsen in de nabije omgeving
De onderstaande figuur toont nabijgelegen plaatsen in een straal van 24 km rond Etowah.